# Bald Cape
Das Kap Bald Cape liegt an der Küste Gambias in Westafrika, an der Mündung des Flusses Tanji zum Atlantischen Ozean. Es ist mit einem Leuchtfeuer versehen. In rund zwei Kilometer Entfernung befinden sich Gambias einzige Hochseeinseln, die Bijol Islands.